# Augerville-la-Rivière
Augerville-la-Rivière is een gemeente in het Franse departement Loiret (regio Centre-Val de Loire) en telt 226 inwoners (2005). De oppervlakte bedraagt 4,0 km², de bevolkingsdichtheid is 56,5 inwoners per km².
De onderstaande kaart toont de ligging van Augerville-la-Rivière met de belangrijkste infrastructuur en aangrenzende gemeenten.

## Demografie
Onderstaande figuur toont het verloop van het inwoneraantal van Augerville-la-Rivière vanaf 1962.
Bron: Frans bureau voor statistiek. Cijfers inwoneraantal volgens de definitie population sans doubles comptes (zie de gehanteerde definities)
1. ↑  Populations de référence 2022.